# Acrocercops arbutella
Acrocercops arbutella là một loài bướm đêm thuộc họ Gracillariidae. Nó được tìm thấy ở Arizona, Hoa Kỳ.
Ấu trùng ăn Arbutus arizonica. Chúng ăn lá nơi chúng làm tổ.